# NGC 7264
NGC 7264 is een spiraalvormig sterrenstelsel in het sterrenbeeld Hagedis. Het hemelobject werd op 17 september 1863 ontdekt door de Duitse astronoom Albert Marth.

## Synoniemen
- UGC 12001
- MCG 6-49-5
- ZWG 514.14
- IRAS 22200+3608
- PGC 68658